# نظریه برچسب‌زنی
نظریهٔ برچسب‌زنی (به انگلیسی: Labeling Theory)، رویکردی بسیار نزدیک به تحلیل‌های ساخت اجتماعی و تعامل نمادین است. این نظریه توسط جامعه‌شناسان در دههٔ ۶۰ میلادی توسعه یافت. کتاب هوارد ساول بکر، با عنوان بیگانگان، تأثیر زیادی بر توسعه و محبوبیت این نظریه گذاشته‌است.
نظریهٔ برچسب‌زنی باورمند است که انحراف از قانون ذاتی نیست، و به‌جای آن، بر تمایل اکثریت به چسباندن برچسب منفی به اقلیت، یا کسانی متمرکز می‌شود که آنها را منحرف از هنجارهای معمول تلقی می‌کند،. دل‌مشغولی این نظریه این است که چگونه هویت و رفتار افراد ممکن است توسط واژگانی که برای تشریح یا طبقه‌بندی‌شان به‌کار می‌رود، ارزیابی شده یا تحت‌تأثیر قرار گیرد.
این نظریه با مفاهیم خودتوسعه‌یابندهٔ واجد پیش‌گویی و کلیشه هم‌راه‌است. نظریهٔ برچسب‌زنی در دهه‌های ۶۰ و ۷۰ میلادی برجسته بود، و برخی نسخه‌های اصلاح‌شدهٔ آن، اکنون نیز معتبر هستند. مطابق این نظریه، توصیف‌ها یا طبقه‌بندی‌های ناخواسته، اعم از واژگانی که به انحراف، ناتوانی، یا تشخیص یک اختلال روانی مربوطند، می‌توانند عمدتاً با تلاش برای جای‌گزین کردن‌شان با یک زبان سازنده‌تر، برپایهٔ این‌که صرفاً «برچسب»هایی هستند، رد شوند. مثلاً ننگ به یک برچسب نیرومند منفی تعبیر می‌شود، که می‌تواند دیدگاه شخص راجع به خود، و هم‌چنین هویت اجتماعی‌اش را دگرگون کند.

## پایهٔ نظری
نظریهٔ برچسب‌زنی، ریشه‌های خود را از کتاب خودکشی، اثر جامعه‌شناس فرانسوی، امیل دورکِم گرفته‌است. او دریافت که جرم، تخطی از یک قانون کیفری نیست، بلکه عملی‌ست که به حریم جامعه تجاوز می‌کند. او نخستین کسی بود که فهمید برچسب انحراف چنین نقشی را ایفا می‌کند؛ نیاز جامعه به کنترل رفتار.
به‌عنوان یکی از توسعه‌دهندگان واقع‌گرایی آمریکایی، و بعدتر به‌عنوان عضو هیئت‌علمی دانشگاه شیکاگو، جُرج هِربِرت‌مید، فرض می‌کند که «خود» از طریق تعامل با اجتماع به‌گونه‌ای اجتماعی شکل می‌گیرد و بازسازی می‌شود. نظریهٔ برچسب‌زنی نشان می‌دهد که مردم برچسب‌ها را از این‌که دیگران چگونه تمایلات یا رفتارهای‌شان را نشان می‌دهند، اخذ می‌کنند. هر فرد آگاه‌است که چگونه توسط دیگران مورد قضاوت قرار می‌گیرد، زیرا او بارها به نقش‌ها و کارکردهای گوناگون در تعامل‌های اجتماعی مبادرت کرده و در نتیجه قادر به ارزیابی واکنش‌های آن‌هاست.
این دیدگاه نظری یک تصور ذهنی از «خود» ایجاد می‌کند، اما همین که دیگران خود را به واقعیت زندگی فردی تحمیل می‌کنند، نشان‌دهندهٔ داده‌ای عینی می‌شود که شاید نیازمند بازارزیابی از آن، با توجه به اعتبار قضاوت دیگران باشد. خانواده و دوستان ممکن است متفاوت با غریبه‌های تصادفی قضاوت کنند. هم‌چنین، ممکن است قضاوت‌های افرادی که در جامعه بازنمایی‌های بیش‌تری صورت می‌دهند ــ نظیر مأموران پلیس یا قضات ــ از نظر عدهٔ بیش‌تری معتبر باشد.
اگر انحراف عدم مطابقت با قواعدی باشد که توسط بیش‌تر اعضای یک گروه پذیرفته شده‌است، واکنش گروه برچسب‌زدن به شخصی‌ست که هنجارهای اخلاقی یا اجتماعی رفتار گروه را جریحه‌دار کرده‌است. این قدرت گروه‌است؛ تعیین‌کردن نقض قواعد خود به‌عنوان انحراف، و مجازات شخص با توجه به میزان جدی‌بودن نقض. هرقدر برخوردها متفاوت‌تر باشند، تصویر شخصی فرد از خود بیش‌تر تحت‌تأثیر قرار می‌گیرد.
نظریهٔ برچسب‌زنی خود را چندان با نقش‌های طبیعی‌ای که زندگی ما را می‌سازد درگیر نمی‌کند، بلکه با آن دسته از نقش‌های خاص که جامعه برای رفتار انحرافی مهیا می‌کند و نقش‌های انحرافی، ننگین، یا ننگ نامیده می‌شوند ــ درگیر است. نقش اجتماعی مجموعه‌ای از انتظارات ما در مورد یک رفتار است، و برای سازمان و کارکردبندی هر گروه یا جامعه ضروری‌ست. برای مثال، ما انتظار داریم پستچی به قواعد ثابتی دربارهٔ این‌که چگونه کارش را انجام می‌دهد، پای‌بند باشد. «انحراف» برای یک جامعه‌شناس به آن معنا نیست که رفتاری اخلاقاً نادرست است، بلکه به آن معناست که رفتاری در یک جامعه محکوم است. رفتار انحرافی می‌تواند اعم از رفتارهای مجرمانه و غیرمجرمانه باشد.
پژوهش‌گران دریافته‌اند که چگونگی درک ما از افراد واجد نقش‌های انحرافی، شدیداً تحت‌تأثیر این نقش‌هاست. نقش‌های انحرافی هم‌چنین بر چگونگی درک کنش‌گر از خود و رابطه‌اش با جامعه تأثیرگذارند. نقش‌های انحرافی و برچسب متصل به آن‌ها، به‌عنوان یک ننگ اجتماعی عمل می‌کنند. آنچه همواره در یک نقش انحرافی ذاتی‌ست، اِسناد برخی شکل‌های «آلودگی» یا تفاوت است، که فرد برچسب‌خورده را به‌عنوان شخصی متفاوت از دیگران نشان می‌دهد. جامعه از این نقش‌های ننگین برای کنترل یا محدودکردن رفتار انحرافی استفاده می‌کند: «اگر به این شکل از رفتار ادامه دهی، یکی از اعضای گروه نقش‌های ننگین خواهی‌شد».
این‌که آیا نقض یک قاعدهٔ موجود بدنام‌کننده خواهدبود یا نه، به اخلاق یا اعتقادی بستگی دارد که آن قاعده بازنمایی می‌کند. به‌عنوان مثال، روابط جنسی نامشروع ممکن است نقض یک قاعدهٔ غیررسمی در نظر گرفته شود، یا ممکن است با توجه به وضعیت ازدواج، اخلاق و مذهب اجتماع، جرم‌انگاری شود. در اکثر کشورهای غربی، این امر جرم نیست. چسباندن برچسب «فاعل رابطهٔ نامشروع» ممکن است برخی عواقب تأسف‌بار را در پی داشته‌باشد، ولی آن‌ها معمولاً شدید نیستند، اما در برخی کشورهای اسلامی، «زِنا» جرم است، و اثبات فعالیت‌های نامشروع ممکن است منجر به عواقب شدیدی برای همهٔ مرتکبان آن شود.
انگ معمولاً نتیجهٔ قوانین وضع‌شده علیه رفتار است. برای مثال، قوانین حمایت از برده‌داری، یا ممنوع‌کنندهٔ هم‌جنس‌گرایی، در طول زمان به نقش‌های انحرافی مرتبط با این رفتارها انجامیده‌است. کسانی که این نقش‌ها به ایشان اختصاص می‌یابد، به‌تدریج دارای انسانیت و قابلیت اعتماد کم‌تر شناخته خواهندشد. نقش‌های انحرافی منبع کلیشه‌های منفی‌ای هستند که به حمایت از مخالفت جامعه با رفتار گرایش دارند.